# Cowboy Take Me Away
«Cowboy Take Me Away» — песня американской кантри-группы Dixie Chicks, вышедшая 8 ноября 1999 года в качестве 2-го сингла с их пятого студийного альбома Fly (1998). Песню написали Марти Сидел и Marcus Hummon, а продюсером были Блейк Ченси и Пол Уорли. Сингл достиг первого места в кантри-чарте Hot Country Songs, став для Dixie Chicks их 4-м чарттоппером в карьере (после «There’s Your Trouble», «Wide Open Spaces», «You Were Mine»). Сингл 2 недели пробыл на первом месте чарта.

## Чарты
| Чарт (1999—2000)                  | Высшая позиция |
| --------------------------------- | -------------- |
| Canada Country Tracks (RPM)       | 1              |
| США (Billboard Hot 100)           | 27             |
| США (Billboard Hot Country Songs) | 1              |

## Итоговые годовые чарты
| Чарт (2900)                  | Позиция |
| ---------------------------- | ------- |
| US Country Songs (Billboard) | 4       |
| US Hot 100 (Billboard)       | 95      |